# شجرة التحليل
شجرة التحليل (بالإنجليزية: parsing tree)‏ أو شجرة الاشتقاق أو شجرة التحليل الثابت (بخلاف التحليل المجرد [الإنجليزية]) هي (شجرة) جذرية مرتبة، والتي تمثل البنية النحوية لسلسلة حسب بعض القواعد النحوية. ويستخدم مصطلح «شجرة الأصل» في اللغويات الحاسوبية أولا. أما في بناء الجملة النظرية، يكون مصطلح «شجرة الجملة» مصطلحًا أكثر شيوعًا.
من الملحوظ أن شجيرات التحليل تعكس بشكل واضح بناء الجملة في لغة الإدخال: مما يجعلها تختلف عن أشجار الجملة المجردة التي تستخدم في برمجة الكمبيوتر. لا تستخدم أشجار التحليل أشكال الرموز المميزة لأنواع مختلفة من المكونات مقارنة بمخطط الجملة ل  Reed-kellogg في تعليم القواعد. عادة ما يتم بناء أشجار تحليل على أساس إما الدائرة الانتخابية من القواعد أو علاقة التبعية من قواعد نحو التبعية. يمكن إنشاء أشجار تحليل للجمل في اللغات الطبيعية (انظر معالجة اللغة الطبيعية)، وكذلك أثناء معالجة لغات الكمبيوتر، مثل لغات البرمجة.
هناك مفهوم ذو صلة وهي علامة الجملة المستعملة في قواعد التوليد التحويلية. علامة العبارة هي عبارة عن تعبير لغوي محدد بعلامة العبارة. يمكن تقديم ذلك في شكل شجرة، أو كتعبير بين قوسين. يتم إنشاء محددات العبارات من خلال تطبيق قواعد هيكل العبارة، وتخضع نفسها لقواعد تحويلية أخرى.

## أشجار تحليل الدوائر

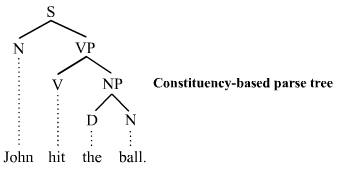

أشجار تحليل الدوائر وبالإنجليزية (Constituency-based parse trees) الأرقام تحليل الدوائر التي تعتمد على الدوائر الانتخابية (القواعد النحوية لتكوين الجمل) تميز بين العقد الطرفية وغير الطرفية. يتم تمييز العقد الداخلية بفئات غير نهائية من القواعد النحوية، في حين يتم تسمية العقد الورقية بالفئات الطرفية. تمثل الصورة أدناه شجرة تحليل مستندة إلى الدوائر الانتخابية؛ يظهر التركيب النحوي للجملة الإنجليزية جون ضرب الكرة:
شجرة التحليل هي البنية الكاملة، تبدأ من S وتنتهي في كل من العقد الورقية (John، hit، the، ball). الاختصارات التالية مستخدمة في الشجرة
§       S للحكم، هنا عبارة عن هيكل المستوى الأعلى في هذا المثال
§        لعبارة الاسم. أول (أقصى اليسار) NP ، وهو الاسم الوحيد «جون»، بمثابة موضوع الجملة. والثاني هو موضوع الجملة.
§      VP نائب رئيس للجملة الفعل، والذي يعمل بمثابة المسند
§       V للفعل. في هذه الحالة هي نتيجة الفعل المتعدي.
§       D أو Determiner في هذه الحالة يرمز "the"
§       N للاسم
تكون كل عقدة في الشجرة هي اما عقدة جذر أو عقدة فرعية أو عقدة أوراق. العقدة الجذرية هي عقدة لا تحتوي على أي فروع فوقها. داخل الجملة، توجد عقدة جذر واحدة فقط. العقدة الفرعية هي عقدة أم ترتبط بعقدتين أو أكثر. ومع ذلك، فإن عقدة الورقة هي عقدة طرفية لا تسيطر على العقد الأخرى في الشجرة. S هي العقدة الجذرية، NP و VP هي العقد الفرع، وجون (N)، ضرب (V)، وال (D)، والكرة (N) هي جميع العقد الورقة. الأوراق هي الرموز المعجمية للجملة. العقدة الأم هي عقدة تحتوي على عقدة أخرى واحدة على الأقل مرتبطة بفرع تحتها. في المثال، S هو أصل كل من N و VP. العقدة الابنة هي العقدة التي تحتوي على عقدة واحدة على الأقل مباشرة ترتبط بها بفرع من شجرة. العقدة الابنة هي العقدة التي تحتوي على عقدة واحدة على الأقل مباشرة ترتبط بفرع من فروع الشجرة. من المثال، هي عبارة عن عقدة تابعة لـ V. كما يتم استخدام المصطلحين "parent and child" أحيانًا لهذه العلاقة.

## أشجار التحليل المبنية على الاعتمادية
وترى أشجار التحليل المبنية على الاعتمادية من قواعد النحو الخاصة بالتبعية جميع العقد عقد طرفيه، مما يعني أنها لا تعترف بالتمييز بين الفئات الطرفية والفئات غير الطرفية. فهي أبسط في المتوسط من معدل التحليل القائم على الدوائر الانتخابية لأنها تحتوي على عدد أقل من العقد. شجرة تحليل تستند إلى تبعية الجملة المثال أعلاه على النحو التالي.

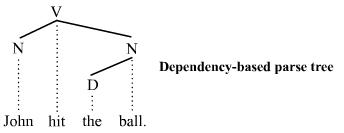

تفتقر شجرة التحليل هذه إلى فئات الجمل الفعلية (S و VP و NP) التي يتم مشاهدتها في النظير القائم على الدوائر الانتخابية أعلاه. مثل شجرة أساس الدوائر الانتخابية، واعترف هيكل التأسيسي. أي شجرة فرعية كاملة من الشجرة هي عنصر أساسي. وهكذا، تعترف هذه الشجرة التي تعتمد على الإعالة على اسم الشخص جون وعبارة الاسم الكرة كمكونات مثلما تفعل شجرة التحليل القائمة على الدائرة الانتخابية. الدائرة مقابل التمييز التبعية بعيدة المدى. ما إذا كان الهيكل النحوي الإضافي المرتبط بأشجار التحليل القائمة على الدوائر الانتخابية أمرًا ضروريًا أو مفيدًا، فهذا أمر محل جدال

## علامات العبارة
علامات العبارة وبالإنجليزية (Phrase markers) تم إدخال معلمات العبارات، أو علامات P، في القواعد التوليدية المبكرة للتحويل، كما طورها Noam Chomsky وآخرون. يتم إنشاء علامة عبارة تمثل البنية العميقة للجملة من خلال تطبيق قواعد هيكل العبارة. هذا قد يخضع بعد ذلك لمزيد من التحولات. يمكن تقديم محددات العبارات على شكل أشجار (كما هو موضح في القسم أعلاه في شجرة التحليل القائمة على الدوائر الانتخابية). ولكن غالباً ما يتم تقديمها بدلاً من ذلك في شكل تعبيرات بين قوسين، والتي تحتل مساحة أقل. على سبيل المثال، قد يكون التعبير الموضوعة بين قوسين الموافق للشجرة القائمة على الدوائر الانتخابية الواردة أعلاه شيئًا مثل:
كما هو الحال مع الأشجار، يمكن أن يعتمد البناء الدقيق لمثل هذه التعبيرات وكمية التفاصيل الموضحة على النظرية المطبقة وعلى النقاط التي يرغب المؤلف في توضيحها.